# 日本宣伝美術会
日本宣伝美術会（にほんせんでんびじゅつかい、Japan Advertising Artists Club、1951年 結成 - 1970年 解散）は、かつて存在した日本の美術団体である。略称はJAAC（ジェイ・エイ・エイ・シー）、通称は日宣美（にっせんび）である。

## 略歴・概要
第二次世界大戦前の1938年（昭和13年）に結成された「広告作家懇話会」のメンバーが、戦後の1950年（昭和25年）12月、デザイナーの職能団体「東京広告作家クラブ」を設立した。
翌1951年（昭和26年）、同クラブのメンバーによって創立準備会が結成され、同年6月に創立総会が開かれた。山名文夫を初代委員長に、原弘、新井静一郎、亀倉雄策、河野鷹思ら約50名でスタートした。以後、全国の主要都市で毎年展覧会を開催し、2年後の1953年（昭和28年）からは作品公募を始め、新人の登竜門として機能した。
グラフィックデザイナーにとって、戦後最初の全国的職能団体として設立されたが、1960年（昭和35年）には「停滞」と言われ、またそれと平行して権威を増してしまう。1960年代末には、美術系の学生たちが繰り広げた「革命的デザイナー同盟」、「美共闘」などの批判の的となる。武蔵野美術大学の学生・戸井十月らの「日宣美粉砕共闘」が1969年（昭和44年）8月、第19回日宣美展覧会の審査会に乱入し、展覧会の中止を余儀なくされる。翌1970年（昭和45年）、解散宣言とともに、東京・名古屋・大阪の三都市で「解散展」を開催した。

## 日宣美展

### おもな受賞者
- 第1回 1951年

- 第2回 1952年

- 第3回 1953年　公募開始[2][3]

日宣美賞
宇留河泰呂 "ベンベルグ"
特選
大塚享 "ジレット剃刀"
青木まさる "カネボウ化粧品"
増田正 "ＢＢＳ運動"
山名ありせ "緑の週間"
深沢邦朗 "生活明朗化運動"
岡井睦明、浅石穀、横山重昭、和多田昭 "洋酒のフロアディスプレイ"
出牛実 "読書週間"
村越襄 "ライトパブリシティ"
三上雅己 "ファッションルーム"
中村誠 "テレビジョンポスター"

- 第4回 1954年[2][4]
日宣美賞
伊藤貞三 "タイプライター"
特選
伊藤純 "レナウン・ファブリック"
金子栄吉 "三菱ミキサー"
平野展之 "GIVE"
伊川穣 "紺の羽"
菊池速雄 "京都"

- 第5回 1955年[2][5][6]
日宣美賞
粟津潔 "海を返せ"
特選
大高猛 "ＯＳＡＫＡ"
島弘三 "ＬＰレコードコンサート"
清水和久 "カラスグチ"
広橋桂子 "森永ドロップ"
細谷巖 "オスカー・ピーターソン・カルテット　ピアノ・リサイタル"
奨励賞
沖沢利夫 "レイ・オ・バック乾電池"
河野道久 "マンボフェスティバル"

- 第6回 1956年[2][7]
日宣美賞
杉浦康平 "ＬＰジャケット（1組）"
特選
宇野亜喜良 "バレエ　カルメン"
川村隆信 "出版"
細谷巖 "勅使河原蒼風個展　ポスター"
宮沢尚 "雪の札幌"
横溝敬三郎 "アリタサーカス"
会員賞
亀倉雄作 "原子エネルギーを平和産業に"

- 第7回 1957年[2][8]

日宣美賞
和田誠、稲垣行一郎 "夜のマルグリット　映画ポスター"
特選
山藤章二 "地熱　演劇ポスター"
榊原健 "ハイドン絃楽曲の夕"
杉浦康平 "東響"
田名網敬一 "モダン・バレエ　狼と花嫁　ポスター"
平山英三 "レコードジャケット"
奨励賞
杉田豊 "帽子のパッケージ"
会員賞
大橋正 "明治キャラメル　ポスター"

- 第8回 1958年[2][9]
日宣美賞
勝井三雄 "ニューヨークの人々"
特選
伊坂芳太良 "ゴールデンゲイトクワルテット"
稲垣行一郎、島田昌寛、長谷川宏 "月の小鳥たち"
江島任 "16才"
菅谷淳 "ピーターと狼（3点）"
福田繁雄 "エスサン肥料"
奨励賞
横尾忠則 "ふしぎなふえふき"
和田誠 "レコードジャケット　モダンジャズ"、"レコードジャケット　デキシーランドジャズ"
会員賞
河野鷹思 "物騒な中近東行航路"
早川良雄 "Japan"

- 第9回 1959年[2][10]
日宣美賞
田宮督夫 "クレーム・ド・カカオ　贈答用パッケージ"
特選
毛利彰・鈴木良雄 "ＣＧモード"
平沢志郎 "巴里婦人"
前野洋一 "ＬＰ、レコードジャケット（2点）"
稲垣行一郎、吉沢浩 "聖書物語よりベッレヘム母親の嘆き"
植松国臣、北井三郎 "狭い道は日本の恥だ"
会員賞
田中一光 "ニューヨーク、タカシマヤテキスタイル展"

- 第10回 1960年[2][11]
日宣美賞
小森駿一郎、森啓、斎藤亢 "パネルキャンペーン、科学技術と人間生活　1.原子力、2.宇宙、3.生物、4.マスコミュニケーション、5.新しい時代の入り口に立って、6.医学（6点）"
特選
飯島啓司 "橋"
平野甲賀、後藤一之 "見るまえに跳べ"
柴永文夫、広瀬郁、小谷靖 "日本の家計簿、子供1人にこれだけ投資、雨もりのする家、ロッキード取り止めの日（4点）"
飯守恪太郎、新正卓、竹本節子、金子源 "若い女性10・5月（3点）"
玉岡隆志 "新作保谷クリスタルガラス展（2点）"
原田維雄 "歌舞伎、海外公演のための解説書（2点）"
会員賞
宇留河泰呂 "旭化成のカシミロン"

- 第11回 1961年[2][12]
特選
田中成典、原田維夫 "観光ポスター　日本の祭シリーズ"
梶山俊夫、金窪創一、海老原輝文 "詩とジャズのためのレコードアルバム試作No.1,No.2,No.3（3点）"
水田秀穂、岡村昭和 "レコードジャケット　ブーケードシャンソンNo.1,No.2,No.3（3点）"
鶴田剛司、尾浦孝夫 "工場内標識デザイン試案（7点）"
会員賞
植松国臣、安斎敦子、石黒紀夫 "東京オリンピック開催期におけるThe Japan Timesの1頁広告に関する提案（3点）"
河野鷹思 "酒悦・海苔、パッケージ"

- 第12回 1962年[2]
日宣美賞
内柴正臣、片山一成、斎藤謙綱、出口哲夫 "新聞と企業集団による合同キャンペーン（水）に関する私たちの見解と主張　No.1～6"
特選
松本恭子、寺門保夫 "レコードジャケット　ヨーロッパの民謡No.1,No.2（2点）"
宮崎正明、亀海昌次 "レコードジャケット　イタリアバロックとその周辺"
会員賞
粟津潔、杉浦康平 "ブックデザイン（ドキュメント１９６１ひろしまながさき）"

- 第13回 1963年[2][13]
特選
石岡瑛子 "レコード・ジャケット　バッハ／オルガン曲集、フランス6人組（2点）"
岩崎堅司 "ポスター　薬の絵本「ペニシリン」"
勝岡重夫、柳町恒彦 "ポスター　オーデコロン・ゲラン（2点）"
会員賞
亀倉雄策、村越襄、早崎治 "オリンピックポスター公式３号（私の仕事）"
中村誠、横須賀功光 "資生堂海外向ポスター（私の仕事）"
稲垣行一郎、寺門保夫、平沢志郎、前野洋一、松本素子、鹿野宗孝 "外国人のための東京案内"

- 第14回 1964年[2][14]
特選
星山充、海老沢愛之助 "Ｎ・Ｈ・Ｋ＝ＦＭ　現代のハイライト（3点）"
高橋裕二、高橋健司、町田忠 "ダンテ稀有の回想（3点）"
佐藤浩、宮崎豊子 "空をとんだ花のおはなし"

- 第15回 1965年[2][15]
日宣美賞
石岡瑛子、高田修也 "シンポジウム、現代の発見　ポスター（3点）"
特選
小島良平、高橋稔 "マンスリーレポート、からだの科学（ガン）（肺炎）（3点）"
浅葉克己、塩谷和子、清水信道 "国際具体詩展　ポスター"
高津道昭 "時計のしくみ（3点）"
藤尾勝治郎 "ギリエン詩集"

- 第16回 1966年[2][16]
特選
太田ハジメ "もう一つの国・ケネディーの道、グリ－ンベレー　ポスター（4点）"
中河原暉郎、辰巳四郎 "カフカ全集・審判　ポスター"
高津道昭 "飛行機のはなし　I・II・III"
会員賞
大橋正 "カレンダーのためのイラストレーション（2点）"
永井一正 "生長の話（ライフ・サイエンスライブラリー）ポスター"
早川良雄 "東京国際版画ビエンナーレ　ポスター"

- 第17回 1967年[2][17]
日宣美賞
長友啓典、加納典明 "ジャンセン水着ポスター"
特選
辰巳四郎、大橋利樹 "「ボードレール」、「吠える」　ポスター"
辰巳四郎、中河原暉郎 "「ある微笑」、「法王庁の抜け穴」　ポスター"
松永真 "「特別料理」、「レベル３」、「壁ぬけ男」　ポスター"
森嶋紘、横山明 "「冷房装置の悪夢」、「いつか日曜日が」　ポスター"
会員賞
細谷巌、浅葉克巳、小島良平、志村和信、宮永磐夫、柳町恒彦、伊坂芳太良、勝岡重夫、榊原健、富永好章、星山充、村越襄、和田誠 "新聞に対する提案"

- 第18回 1968年[2][18]
日宣美賞
上條喬久 "MATCH by Tack Kamijyo　催物ポスター"
特選
今井宏明 "「中井正一全集　現代芸術の空間」　ポスター"
小西啓介、大橋和樹 "「ジャン・ジュネ全集」　ポスター"
高橋和弥、北畑信彦 "「詩集　八木重吉」　ポスター"
中川輝明、今井宏明 "「現代建築科シリーズ」　ポスター"
舟橋全二 "「チャールズ・チャップリン特集」　ポスター"
山田理英、滝野晴夫 "「死との対話」　ポスター"

- 第19回 1969年　展覧会中止[2][19]
特選
関勲 "シンポジウム'70の死角　催物ポスター（3点）"
福田隆義 "「負け犬の詩」　ポスター"
山田理英、滝野晴夫 "「心の記録」　ポスター"
坂口武之 "「ある飛行士の生涯」　ポスター"

## 関連事項
- NIPPON (グラフ誌)

## 註
1. 1 2 3 4  現代美術用語辞典の記事「日本宣伝美術会」の項の記述を参照。同項の執筆者は紫牟田伸子である。
2. 1 2 3 4 5 6 7 8 9 10 11 12 13 14 15 16 17  
編集：瀬木慎一『JAAC=日宣美20年』日宣美20年刊行委員会・日宣美解散委員会、1971年。
3. ↑  
『宣伝 (34)』綜合宣伝社、1953年8月、8-12頁。
4. ↑  
『宣伝 (42)』綜合宣伝社、1954年8月、4-7頁。
5. ↑  
『宣伝 (49)』綜合宣伝社、1955年8月、2-5頁。
6. ↑  
『電通広告年鑑　昭和33年版』電通、1956年、884頁。
7. ↑  
『電通広告年鑑　昭和32年版』電通、1957年、898頁。
8. ↑  
『電通広告年鑑　昭和33年版』電通、1958年、881頁。
9. ↑  
『電通広告年鑑　昭和34年版』電通、1959年、861頁。
10. ↑  
『電通広告年鑑　昭和35年版』電通、1960年、932頁。
11. ↑  
『電通広告年鑑　昭和36年版』電通、1961年、978頁。
12. ↑  
『電通広告年鑑　昭和37年版』電通、1962年、961頁。
13. ↑  
『電通広告年鑑　昭和39年版』電通、1964年、808頁。
14. ↑  
『電通広告年鑑　昭和40年版』電通、1965年、777頁。
15. ↑  
『電通広告年鑑　昭和41年版』電通、1966年、174頁。
16. ↑  
『電通広告年鑑　昭和42年版』電通、1967年、175頁。
17. ↑  
『電通広告年鑑　昭和43年版』電通、1968年、94頁。
18. ↑  
『電通広告年鑑　昭和44年版』電通、1969年、95頁。
19. ↑  
『電通広告年鑑　昭和45年版』電通、1970年、73,99頁。